# 통증 (영화)
《통증》은 2011년에 개봉한 대한민국의 영화이다. 주제가는 임재범의 《통증》이라는 곡이다

## 캐스팅
- 권상우: 남순 역
- 정려원: 동현 역
- 마동석: 범노 역
- 장영남: 계정 역
- 김형종: 양아치 역
- 금동현: 영배 역
- 김규열: 명성철 역
- 이미도: 좌가판녀 역
- 마붑 알엄: 동남아 역
- 송봉근: 뻐드렁니 역
- 노시홍: 용팔 역
- 오주희: 남순고모 역
- 김진구: 주인할매 역
- 곽인준: 신혼부부 남편 역
- 김연아: 신혼부부 부인 역
- 도용구: 관계자 역
- 권오진: 상인대표 역
- 박정률: 무술감독 역
- 임영식: 제작부 역
- 김원진: 노숙자 1 역
- 서은채: 간호사 역
- 김민승: 남순 부 역
- 강민아: 남순 누나 역
- 황성준: 형사 역
- 김한종: 상인 역
- 김세온: 커플녀 역
- 김민준: 남배우 역 (특별출연)
- 김사희: 여배우 역 (특별출연)